# Billet de 20 000 pesos colombiens
Vous lisez un « bon article » labellisé en 2012.
Recto
Verso
Le billet de 20 000 pesos colombiens (20 000 $) est l'un des billets de banque en circulation en Colombie. Il mesure 143 × 66 millimètres et la couleur prédominante est l'orange. L'ancien président colombien Alfonso López Michelsen et un fruit d'attier sont représentés sur le recto alors que le verso montre un sombrero vueltiao et les canaux de La Mojana (es). Une première série de billets de 20 000 pesos est émise de 1996 à 2016. Cette version mesure 140 × 70 millimètres et est de couleur bleue. L'astronome Julio Garavito Armero et la Lune sont représentés sur le recto tandis que le verso montre une vue de la planète Terre à partir de la surface lunaire.
La Banque de la République de Colombie estime, en mai 2016, que 344,8 millions de billets de 20 000 pesos colombiens sont en circulation dans le pays. Mis en circulation pour la première fois le 2 décembre 1996, il possède de nombreuses caractéristiques de sécurité telles qu'un filigrane, de l'encre ultra-violette, un fil de sécurité et des micro-impressions, qui certifient de son authenticité. Malgré des campagnes menées par la Banque de la République de Colombie afin que les citoyens puissent repérer les contrefaçons, de faux billets ont été plusieurs fois saisis. Fabriqué à 100 % en pure fibre de coton, il a une durée de vie moyenne de 21 mois à compter de sa mise en circulation.

## Histoire
Jusqu'en 1870, il n'existe pas de banque en Colombie, l'Église et les principaux commerçants dominant alors le marché du crédit. Des monnaies en or, argent, nickel et cuivre circulent mais aucun billet de banque n'est encore émis par le système monétaire encore peu développé de ce pays. La Banque de Bogota (Banco de Bogotá) est la première banque privée à être fondée en 1870 en Colombie. À partir de 1871, en vertu de la loi 35 de 1865, des billets émis jusqu'en 1886 par trente-six banques privées commencent à coexister avec la monnaie métallique et sont rachetables par cette dernière. En 1886, le président de la Colombie, Rafael Núñez, établit le cours forcé du billet de la Banque Nationale (Banco Nacional) fondée en 1880, mettant fin à l'émission de papier-monnaie par les banques privées sur le long terme. Le décret no 260 de 1885 suspend la convertibilité des billets en monnaie métallique. La loi no 87 de 1886 prescrit le caractère de monnaie légale de la République au billet de la Banque Nationale qui devient obligatoire pour le paiement des revenus et contributions publiques, tout comme dans les transactions entre particuliers. Par ailleurs, il est dorénavant interdit de stipuler toute autre espèce monétaire dans les contrats.
Après sa création en 1923, la Banque de la République (Banco de la República) est instituée comme étant la banque des banques et la seule à pouvoir émettre de la monnaie. Ainsi, entre 1923 et 1931, des coupures de 1, 2, 5, 10, 20, 50, 100 et 500 pesos entrent en circulation. Ces billets sont échangeables en or et en dollars. Après la crise mondiale des années 1930, ils cessent d'être convertibles en or et circulent en tant que moyen légal de paiement jusqu'au milieu des années 1970 où ils sont remplacés par des pièces de monnaie en cuivre et en nickel de valeur équivalente. Ces pièces sont fabriquées jusqu'en 1991 par le Trésor Général de la Nation et non par la Banque de la République. À compter de 1991, cette dernière émet la monnaie métallique, mettant un terme à la dichotomie dans l'émission monétaire en Colombie.

## Éléments graphiques

### Première série (1996-2016)
La Banque de la République de Colombie fait appel à l'artiste colombien Juan Cárdenas Arroyo (es) pour le design général du billet de 20 000 pesos colombiens. Fabriqué entièrement en pure fibre de coton, il s'agit alors du billet avec la deuxième valeur la plus élevée en circulation en Colombie, mesurant 140 × 70 millimètres. Tout comme les autres billets colombiens en circulation, il rend hommage à une personnalité du pays.
Sur le côté recto de ce papier-monnaie dont la couleur principale est le bleu, la figure du scientifique Julio Garavito Armero y est représentée avec, à sa gauche, une image de la Lune. Par ailleurs, le chiffre « 20 » est écrit en braille au centre du côté gauche du billet pour les personnes aveugles et malvoyantes. Ce nouveau signe d'identification apparaît ainsi sur 100 millions de billets de 20 000 pesos colombiens à compter du 13 juin 2011 et sont distribués pour la première fois à Bogota. Sont également présents d'autres éléments graphiques tels que la valeur du billet en chiffres, le nom de la monnaie (peso), celui du pays (Colombia) ainsi que celui de la banque centrale (Banco de la República). Enfin, chaque billet porte les signatures du directeur général et du directeur exécutif de la Banque de la République de Colombie qui sont en poste au moment de son édition.
Sur le verso du billet figure une image de la Terre vue depuis un paysage lunaire de couleur jaune avec au premier plan le cratère Garavito, nommé d'après l'astronome. Ces illustrations sont basées sur des photographies prises à la fin des années 1960. En arrière-plan dont les couleurs principales sont le violet, le bleu et le magenta, apparaissent différentes formes géométriques colorées, prises de la géométrie euclidienne et utilisées pour la résolution de problèmes astronomiques et mathématiques. En haut à gauche, est représenté l'observatoire astronomique de Bogotá, dont Julio Garavito Armero est le directeur pendant vingt-sept ans, poste qu'il obtient en 1892 avec le gouvernement de Miguel Antonio Caro et qu'il commence à exercer dès l'année suivante. Le logo de la Banque de la République de Colombie est également présent, en bas à gauche du billet.

### Deuxième série (depuis 2016)
Le billet de 20 000 pesos, dont la couleur prédominante est l'orange, mesure 143 × 66 millimètres. Sur le côté recto de ce papier-monnaie, le portrait de l'ancien président de la République Alfonso López Michelsen est représenté à droite. Il y a deux bandes composées de bandes ondulatoires de chaque côté de ce portrait. Celle de droite, de couleur orange, comprend le texte en majuscules « veinte mil pesos » tandis que celle de gauche, aux tonalités café et orange, inclus l'inscription en majuscules « Alfonso López Michelsen presidente de la República de Colombia (1974-1978) ». Au centre du billet, on voit également López Michelsen entièrement debout, tenant dans sa main un sombrero vueltiao. Un autre sombrero vueltiao imprimé partiellement et un fruit d'attier sont représentés à gauche du corps de López Michelsen. La valeur du billet « 20 MIL PESOS » est placée dans le coin supérieur gauche du billet. Le numéro de série, composé de deux caractères alphabétiques et de huit chiffres, est situé dans le coin inférieur droit du billet et à gauche du corps du président. Les signatures du directeur général de la Banque de la République de Colombie et du directeur exécutif ainsi que les noms de la banque centrale (Banco de la República) et du pays (Colombia) sont situés en bas à gauche.
Le verso du billet représente les canaux de La Mojana (es), un système hydraulique pré-hispanique aménagé par les Zenúes. Un sombrero vueltiao est présent dans le coin inférieur gauche du billet. Juste au-dessus, on peut voir un paysan portant de la canne flèche qui est la matière première essentielle à la conception du sombrero vueltiao. Le logo de la Banque de la République de Colombie est situé en haut à droite. La valeur du billet est placée dans le coin supérieur gauche sous l'intitulé « 20 MIL PESOS » et dans le coin inférieur droit sous l'intitulé « VEINTE MIL PESOS ». Un poème de Benjamín Puche Villadiego faisant référence au sombrero vueltiao est imprimé en relief sur la droite du billet.
Pour les déficients visuels, le nombre 20 est écrit en braille dans la partie inférieure du billet entre le texte « BANCO DE LA REPÚBLICA » et les pieds de l'ancien président. Par ailleurs, des marques tactiles, composées de cinq lignes en diagonale et parallèles entre elles, se trouvent sur les bords latéraux du recto du billet.

## Caractéristiques de sécurité

### Première série (1996-2016)
Les billets de 20 000 pesos colombiens sont protégés de plusieurs façons. Ainsi, ils ont deux fils de sécurité : le premier a l'aspect d'une bande opaque tandis que sur le deuxième, le texte « VEINTE MIL PESOS » peut être lu plusieurs fois à la suite. Par transparence, un filigrane représente le visage de Julio Garavito Armero avec, à sa droite, une ligne entrelacée. Il existe également plusieurs impressions en relief sur le recto et sur le verso du billet. Grâce à la lumière ultraviolette, par exemple, plusieurs textes, tels que la valeur du billet écrite en toutes lettres et en chiffres, ainsi que des fibrilles apparaissent en jaune. Il est également protégé grâce à un numéro de série, par diverses micro-impressions et par une encre à couleur changeante utilisée sur le recto pour le chiffre 20, ce dernier, de couleur dorée, devenant vert lorsque le billet est incliné. Enfin, des deux côtés du billet, il existe un motif représentant une forme géométrique composée de plusieurs zones blanches et de couleur. Lorsque le billet est regardé par transparence, il s'avère que ces zones coïncident parfaitement avec celles apparaissant sur l'autre côté du billet. Cette technique, appelée « registro perfecto » en espagnol, est un effet de transvision, comme celui utilisé sur les billets de banque en euros pour faire apparaître leur valeur faciale.

### Deuxième série (depuis 2016)
Les billets de 20 000 pesos colombiens de cette deuxième série sont protégés de plusieurs façons. Ainsi, ils ont un fil de sécurité, brillant et de couleur verte. Lorsqu'on bouge le billet, une partie de ce fil de sécurité vire au violet. Le texte « BRC » et la silhouette du sombrero vueltiao sont également visibles par transparence sur ce fil de sécurité. Un filigrane représente le visage d'Alfonso López Michelsen ainsi que le numéro « 20 ». Il existe également plusieurs impressions en relief sur le recto et sur le verso du billet. Grâce à la lumière ultraviolette, la surface du billet apparaît opaque à l'exception, par exemple, du numéro de série au recto qui affiche une fluorescence jaune, de micro-textes et du sombrero vueltiao qui deviennent vert ou orange tandis que des fibrilles jaunes ou rouges apparaissent des deux côtés du billet. Il est aussi protégé grâce à un numéro de série, par diverses micro-impressions et par une encre à couleur changeante utilisée sur le recto pour le fruit de l'attier, ce dernier, de couleur verte, devenant bleu lorsque le billet est incliné. Enfin, il est protégé par des effets de transvision. Ainsi, en examinant le billet par transparence, un sombrero vueltiao et le texte « BRC » réalisés pour partie au recto et pour partie au verso sont restitués dans leur intégralité. Des lignes fines, de couleurs différentes, forment  également plusieurs combinaisons de motifs. Sur le recto, à gauche du portrait du président, une image latente représentant le texte « BRC » peut être observée lorsque le billet est presque à l'horizontal.

## Production et stockage
Entre 1960 et 2017, sur 26 017,95 millions de billets produits par la Banque de la République de Colombie, 2 989,30 millions sont des billets de 20 000 pesos colombiens, sachant que ces derniers sont mis en circulation pour la première fois à partir du 2 décembre 1996 avec comme date d'édition le 23 juillet 1996. L'imprimerie anglaise Thomas De La Rue prépare les matériaux nécessaires à l'élaboration de ce papier-monnaie qui est ensuite imprimé par l'imprimerie de billets de la Banque de la République de Colombie (Imprenta de Billetes del Banco de la República de Colombia) inaugurée officiellement le 23 octobre 1959.
En mars 2010, le coût de production d'un billet de 20 000 pesos colombiens est estimé à 85 pesos. En comparaison, les billets de 1 000 et de 50 000 pesos colombiens coûtent respectivement 57 et 103 pesos. Cette différence s'explique par le fait que plus le billet a une valeur élevée, plus des dispositifs de sécurité y sont insérés, engendrant par conséquent des coûts plus importants. En 2012, plus de 60 % du coût de production sont pour les caractéristiques de sécurité telles que les filigranes, les fils de sécurité ou les fibrilles et près 20 % sont octroyés aux encres spéciales qui apportent un niveau de sécurité additionnel de par leur résistance à divers agents chimiques, à l'eau et à la chaleur.
| 1996 | 1997  | 1998  | 1999   | 2000 | 2001   | 2002 | 2003 | 2004   | 2005   |
| ---- | ----- | ----- | ------ | ---- | ------ | ---- | ---- | ------ | ------ |
| 48   | 47,10 | 66,05 | 176,75 | 149  | 102,60 | 116  | 192  | 188,10 | 147,50 |

| 2006   | 2007   | 2008   | 2009   | 2010   | 2011   | 2012   | 2013  | 2014   | 2015   |
| ------ | ------ | ------ | ------ | ------ | ------ | ------ | ----- | ------ | ------ |
| 200,90 | 161,80 | 144,40 | 205,60 | 177,80 | 115,70 | 101,20 | 87,60 | 156,40 | 108,20 |

| 2016   | 2017   | 2018 | 2019 |
| ------ | ------ | ---- | ---- |
| 174,40 | 122,20 | -    | -    |

Les billets en mauvais état qui sont envoyés par les banques commerciales à la Trésorerie centrale (Central de Efectivo) sont détruits. Le processus de fabrication d'un billet s'étend sur 28 jours, allant de la première impression jusqu'à sa livraison au Trésor, sachant que la durée de vie moyenne du papier-monnaie en Colombie à compter de sa mise en circulation est d'un an. En 2012, celle du billet de 20 000 pesos est plus importante, étant de 21 mois, même si cette valeur reste inférieure aux 34 mois pour le billet de 50 000 pesos,. Contrairement à d'autres pays qui ont adopté les billets plastifiés afin de garantir une plus grande durée de vie, la Banque de la République de Colombie s'y oppose. En effet, avec cette technologie, les billets peuvent être falsifiés plus facilement, les éléments de fabrication étant plus faciles à obtenir que le papier en coton dont la fabrication est plus restreinte.

## Émission et circulation
Depuis 1987, la Banque de la République utilise le système métrique décimal comme modèle d'émission pour sa monnaie. Développé par L.C. Payne et H.M. Morgan en Angleterre, il a été adapté à la Colombie. Son objectif premier est d'anticiper la production de billets afin de maintenir les stocks d'argent nécessaires pour satisfaire à la demande de l'économie et de disposer de réserves de sécurité pour couvrir les éventuelles défaillances de l'offre. Afin d'avoir les plus faibles coûts possibles, cet établissement bancaire doit également projeter les dates où il est nécessaire d'introduire de nouvelles dénominations sur les billets ou de les remplacer par de la monnaie métallique.
La Banque de la République estime, qu'à la fin du mois de mai 2016, 344,8 millions de billets de 20 000 pesos colombiens sont en circulation en Colombie, soit environ 6 896 000 000 000 pesos colombiens en coupures de 20 000.
| 2002        | 2003        | 2004        | 2005      | 2006        | 2007        | 2008        |
| ----------- | ----------- | ----------- | --------- | ----------- | ----------- | ----------- |
| 6 053 631,7 | 6 920 565,9 | 7 569 116,8 | 8 530 823 | 9 294 064,4 | 8 924 615,9 | 8 405 106,7 |

| 2009        | 2010        | 2011        | 2012        | 2013        | 2014         | 2015         |
| ----------- | ----------- | ----------- | ----------- | ----------- | ------------ | ------------ |
| 7 634 937,8 | 7 796 313,4 | 8 065 461,6 | 7 653 794,1 | 7 518 489,6 | 7 764 146,24 | 8 462 003,22 |

## Contrefaçon
Le président de la Banque de la République de Colombie, José Darío Uribe Escobar, lance la campagne « Billetes y monedas: valor y arte » (« Billets et pièces : valeur et art ») en 2010 afin que les citoyens puissent repérer les contrefaçons. Grâce à une série d'ateliers, les caissiers, les commerçants, les chauffeurs du service public et, de façon générale, toutes les personnes pouvant être exposées à la réception de la fausse monnaie sont ainsi formées pour reconnaître les faux-billets. À l'issue de cette formation, ils reçoivent comme certificat une décalcomanie à afficher dans leur boutique et sur leurs caisses enregistreuses afin de faire fuir les éventuels trafiquants de fausse monnaie. Selon José Darío Uribe, « les différentes campagnes éducatives que la Banque de la République a réalisées ont permis réduire le nombre de falsifications de billets en Colombie ». La Banque de la République recommande de reconnaître les faux-billets par la méthode simple de « Toucher, regarder et incliner » (Tocar, mirar y girar).
En 2010, la Banque de la République de Colombie estime que, pour un million de billets authentiques en circulation, toutes valeurs confondues, 45 sont des faux,. Pour lutter contre la contrefaçon de billets, le Grupo contra la Moneda Falsa du Cuerpo Tecnico de Investigacion, une division de la Fiscalía General de la Nación, mène des opérations de démantèlement de réseaux de faussaires. Par exemple, en 2011, lors d'un raid, les agents du CTI ont saisi 225 millions de faux pesos dans une maison qui servait d'imprimerie clandestine à Bello dans le département d'Antioquia. Une presse lithographique utilisée pour l'impression du papier-monnaie et des plaques pour l'élaboration de billets de banque de 5 000, de 20 000 et de 50 000 pesos ont également été récupérées. En juin 2016, à Medellín, la police colombienne démantèle deux ateliers clandestins qui fabriquent des faux-billets de 5 000, 10 000, 20 000 et 50 000 pesos. À cette occasion, elle réalise la plus grosse saisie de fausse-monnaie de l'histoire du pays, pour un total de 35 000 millions de pesos.
En octobre 2016, soit moins de quatre mois après la mise en circulation du nouveau billet, la DIJIN (es) découvre de faux-billets de 20 000 pesos représentant l'ancien président Alfonso López Michelsen lors d'une opération menée contre une organisation criminelle dont le chef, Cucho, est capturé,.

## Éditions
La première série de billets de 20 000 pesos colombiens a été éditée trente fois. Le tirage initial porte les signatures du « gerente general » (président) et du « gerente ejecutivo » (directeur exécutif) de la Banque de la République de Colombie qui sont, à l'époque, respectivement Miguel Urrutia Montoya et Fernando Copete Saldarriaga.
Le portrait d'Alfonso López Michelsen et le sombrero vueltiao sont intégrés sur le nouveau billet de 20 000 pesos dès 2016, respectivement en vertu des lois no 1599 de 2012, et no 908 de 2004,.
| no | no                | Éditions          | Mises en circulation | Modifications par rapport à l'édition antérieure (autres que la date d'édition)    | Ref.  |
| -- | ----------------- | ----------------- | --- | ---------------------------------------------------------------------------------- | ----- |
|    | 1                 | 23 juillet 1996   | 2 décembre 1996 |                                                                                    |       |
| 2  | 6 janvier 1998    | 22 mai 1998       | |                                                                                    |       |
| 3  | 7 août 1998       | 7 décembre 1998   | |                                                                                    |       |
| 4  | 6 mai 1999        | 19 octobre 1999   | Désormais, l'emblème de la Banque est situé dans le coin inférieur gauche du verso. |                                                                                    |       |
| 5  | 1er mai 2000      | 7 juillet 2000    | Dorénavant, le billet porte la signature du président de la Banque de la République de Colombie, Miguel Urrutia Montoya, et du directeur exécutif, Gerardo Hernández Correa.                                                           |                                                                                    |       |
| 6  | 12 octobre 2000   | 26 janvier 2001   | |                                                                                    |       |
| 7  | 1er juin 2001     | 10 septembre 2001 | Le lieu de publication Santa Fe de Bogotá n'apparaît plus par rapport à la version antérieure. |                                                                                    |       |
| 8  | 23 juillet 2001   | 21 mai 2002       | |                                                                                    |       |
| 9  | 7 août 2001       | 9 décembre 2002   | |                                                                                    |       |
| 10 | 14 mai 2002       | 6 juin 2003       | |                                                                                    |       |
| 11 | 20 novembre 2002  | 12 décembre 2003  | |                                                                                    |       |
| 12 | 13 juin 2003      | 3 septembre 2004  | |                                                                                    |       |
| 13 | 16 juin 2003      | 21 décembre 2004  | |                                                                                    |       |
| 14 | 21 septembre 2004 | 31 octobre 2005   | |                                                                                    |       |
| 15 | 22 septembre 2004 | 7 décembre 2005   | |                                                                                    |       |
| 16 | 8 mars 2005       | 7 juillet 2006    | La signature de Miguel Urrutia Montoya est remplacée par celle du nouveau président de la Banque de la République de Colombie, José Darío Uribe Escobar. Celle du directeur exécutif, Gerardo Hernández Correa, est toujours présente. |                                                                                    |       |
| 17 | 3 novembre 2005   | 11 septembre 2006 | | [ 27 ]                                                                             |       |
| 18 | 5 février 2006    | 29 octobre 2007   | | [ 27 ]                                                                             |       |
| 19 | 20 novembre 2006  | 28 janvier 2008   | | [ 27 ]                                                                             |       |
| 20 | 21 novembre 2006  | 4 novembre 2008   | | [ 27 ]                                                                             |       |
| 21 | 22 novembre 2006  | 13 juillet 2009   | | [ 27 ]                                                                             |       |
| 22 | 21 août 2007      | 9 décembre 2009   | | [ 27 ]                                                                             |       |
| 23 | 2 septembre 2008  | 15 juin 2010      | | [ 28 ]                                                                             |       |
| 24 | 3 septembre 2008  | 20 mai 2011       | | [ 28 ]                                                                             |       |
| 25 | 23 août 2009      | 13 juin 2011      | Le chiffre 20 est rajouté en braille pour les personnes aveugles au centre du côté gauche sur le recto. | [ 28 ]                                                                             |       |
| 26 | 24 août 2009      | 7 décembre 2012   | | [ 28 ]                                                                             |       |
| 27 | 5 août 2010       | 31 octobre 2013   | | [ 28 ]                                                                             |       |
| 28 | 6 août 2010       | 18 juillet 2014   | | [ 9 ]                                                                              |       |
| 29 | 23 août 2012      | 14 novembre 2014  | La signature du président de la Banque de la République de Colombie, José Darío Uribe Escobar, est toujours présente. Celle de Gerardo Hernández Correa est remplacée par celle du nouveau directeur exécutif, José Tolosa Buitrago.   | [ 9 ]                                                                              |       |
| 30 | 6 septembre 2013  | 16 octobre 2015   | | [ 9 ]                                                                              |       |
|    | 31                | 19 août 2015      | 30 juin 2016 | Il s'agit de la première édition des billets de 20 000 pesos de la deuxième série. | [ 9 ] |
| 32 | 19 août 2015      | 7 décembre 2016   | | [ 29 ]                                                                             |       |
| 33 | 2 août 2016       | 24 juillet 2017   | | [ 29 ]                                                                             |       |
| 34 | 2 août 2016       | 13 mars 2018      | | [ 29 ]                                                                             |       |

- 1re série
- 2e série